# La Mine d'or de Dick Digger (album)
La mine d'or de Dick Digger, écrit et dessiné par Morris, est un album contenant deux histoires publiées dans des magazines Spirou de 1947. Sorti en 1949, cet album est le premier de la série Lucky Luke.
Il ne contient cependant pas la première aventure publiée mettant en scène le personnage de Lucky Luke, puisque le premier épisode, Arizona 1880, était paru en 1946 dans Le Journal de Spirou.
La première histoire, homonyme à l'album, a été publiée pour la première fois du no 478 au no 502 et la seconde, Le Sosie de Lucky Luke, du no 505 au no 527.

## Synopsis

### La Mine d'or de Dick Digger
Lucky Luke, cow-boy solitaire, rencontre un vieux chercheur d'or surnommé Dick Digger qui a trouvé une mine d'or et a caché la carte de son emplacement dans une bouteille d'alcool. Alors qu'il va payer une tournée, deux bandits décident de s'emparer de son or et volent la carte... Lucky Luke décide d'aller les poursuivre pour aider Dick.

### Le Sosie de Lucky Luke
Lucky Luke arrive dans une ville, et s'aperçoit que tout le monde a peur de lui. Étonné, il se rend compte que c'est parce qu'il a un sosie, le dangereux Mad Jim, qui est en prison et sur le point d'être pendu. Deux bandits décident de kidnapper Lucky Luke et de le faire remplacer Mad Jim, afin de partager avec lui un butin qu'il a dérobé.

## Adaptation
Dick Digger apparaît dans le film Lucky Luke (2009) de James Huth. L'album est mentionné dans le générique de fin, comme étant la seule fois où Lucky Luke tue un homme (Mad Jim).

## Sources
- www.bedetheque.com, « Lucky Luke » (consulté le 7 août 2008)
- www.lucky-luke.com, « Lucky Luke » (consulté le 7 août 2008)
- www.bdoubliees.com, « Parutions dans le journal de Spirou » (consulté le 7 août 2008)